# Maria Freixanet Mateo
Maria Freixanet Mateo, née le 17 juillet 1984, est une femme politique espagnole membre de Initiative pour la Catalogne Verts.

## Biographie

### Activités politiques
Le 20 décembre 2015, elle est élue sénatrice pour Barcelone au Sénat et réélue en 2016.